# Ryan Cartwright
Ryan Cartwright (Birmingham, 14 marzo 1981) è un attore britannico.

## Biografia
Inizia a recitare al Central Junior Television Workshop ed ottiene il suo primo ruolo importante all'età di quindici anni nella serie televisiva britannica della ITV The Grimleys. Compare anche in altri programmi televisivi britannici come Seriously Weird, Hardware, Donovan, Microsoap, Look Around You ed All About Me.
Nel 2006 si trasferisce a Los Angeles, entra nel cast della serie televisiva Bones nel ruolo di Vincent Nigel-Murray per 11 episodi e nella terza stagione di Mad Men.
Nel 2011 entra nel cast nella serie televisiva fantascientifica Alphas nel ruolo di Gary Bell, un ragazzo autistico.
Nel 2014 ottiene la cittadinanza americana.

## Filmografia parziale

### Cinema
- Decameron Pie (Virgin Territory), regia di David Leland (2007)
- Sironia, regia di Brandon Dickerson (2011)
- Come ti rovino le vacanze (Vacation), regia di John Francis Daley e Jonathan M. Goldstein (2015)
- 2 gran figli di... (Father Figures), regia di Lawrence Sher (2017)

### Televisione
- The Grimleys, regia di Declan Lowney - film TV (1997)
- Dangerfield – serie TV, episodio 4x08 (1997)
- Microsoap – serie TV, 25 episodi (1998)
- Doctors – serie TV, episodio 1x14 (2000)
- The Grimleys – serie TV, episodio 3x06 (2001)
- All About Me – serie TV, 14 episodi (2002)
- Seriously Weird – serie TV (2002)
- Donovan – serie TV (2004)
- Hardware – serie TV, 12 episodi (2003-2004)
- Look Around You – serie TV, episodio 2x06 (2005)
- Twenty Thousand Streets Under the Sky – miniserie TV (2005)
- Donovan – serie TV, episodio 1x03 (2006)
- Dear Prudence - Vacanza con delitto (Dear Prudence), regia di Declan Lowney - film TV (2009)
- Mad Men – serie TV, 5 episodi (2009) - John Hooker
- Bones – serie TV, 11 episodi (2008-2011)
- Alphas – serie TV, 25 episodi (2011- 2012)
- The Big Bang Theory - serie TV, episodio 6x08 (2012)
- Warehouse 13 - serie TV, 1 episodio (2014)
- Mom - serie TV, 4 episodi (2014)
- Truth Be Told - serie TV, 1 episodio (2015)
- Kevin Can Wait - serie TV (2016-2018)

## Doppiatori italiani
Nelle versioni in italiano delle opere in cui ha recitato, Ryan Cartwright è stato doppiato da:
- Mirko Savone in Microsoap
- Davide Perino in Decameron Pie
- Mirko Mazzanti in Bones
- Marco Vivio in Dear Prudence - Vacanza con delitto
- Marco Bassetti in Mad Men
- Flavio Aquilone in Alphas
- David Chevalier in The Big Bang Theory
- Luca Baldini in 2 gran figli di...